# Epimyrma kraussei
Epimyrma kraussei är en myrart som beskrevs av Carlo Emery 1915. Epimyrma kraussei ingår i släktet Epimyrma och familjen myror. IUCN kategoriserar arten globalt som sårbar. Inga underarter finns listade i Catalogue of Life.